# Gaz fluoré
Les gaz fluorés font partie de la catégorie des fluorocarbures (FC).
Ce sont des gaz à effet de serre et/ou qui dégradent la couche stratosphérique d'ozone qui protège la vie terrestre d'un excès d'ultraviolets.

## Typologie
Ils sont communément classés en cinq catégories : 
- les chlorofluorocarbures (CFC) ;
- les hydrochlorofluorocarbures (HCFC) ;
- les hydrofluorocarbures (HFC) ;
- les perfluorocarbures (PFC) ;
- l'hexafluorure de soufre (SF6).

Il existe aussi d'autres catégories de gaz fluorés, moins présentes sur le plan environnemental :
- les bromofluorocarbures ;
- les éthers fluorés ;
- le trifluorure d'azote (NF3).

## Origine essentiellement anthropique
Tous les gaz de ces cinq catégories sont d’origine synthétique.

## Impacts environnementaux
Ces derniers, outre qu'ils détruisent l'ozone, agissent comme gaz à effet de serre (GES) et participent donc au réchauffement climatique de la planète. 
Bien que ces gaz ne soient émis qu’en petites quantités (< 2 % des GES au Canada), ils possèdent de très bonnes espérances de vie dans l’atmosphère, de sorte que leur potentiel de réchauffement planétaire (PRP - cent ans) est très élevé.
Ces gaz ont donc un effet durable dans l’atmosphère et leur accumulation préoccupe les groupes environnementaux.

### En France
- Les autorités compétentes doivent contrôler les quantités mises sur le marché, d'utilisation, de récupération et de destruction des différents types de gaz fluorés.

Selon les données (compilations des déclarations annuelles obligatoires dans les secteurs « fluides frigorigènes », protection incendie, haute tension et solvants), et de l'Observatoire des gaz fluorés (géré par l'Ademe) et un rapport de 2016 sur la filière gaz fluorés en France . 
Au 15 juin 2017, pour le secteur "Froid et climatisation", un dispositif d’attestation des opérateurs et de certification du personnel est en place, et selon l'Ademe il y avait fin mars 2016 en France cinq Fabricants de fluides et cinquante-six Importateurs/introducteurs de fluides, 858 distributeurs, 189 Producteurs d’équipements préchargés et 32 481 Opérateurs attestés.  Pour les autres grandes filières (Protection incendie, Haute tension et Solvants) il n'y a que les distributeurs qui doivent déclarer leurs flux à l’Ademe (en amont des filières). Parmi les entreprises certifiées du domaines Haute-tension et Solvants, seuls les récupérateurs déclaration (à l’Ademe) leurs flux (et non les manipulateurs en mise en service/maintenance)s.  Au 31 mars 2017 dans le domaine Protection incendie, il y avait deux distributeurs de gaz fluorés, 
et 3 organismes agréés certifiant les entreprises. Dans le secteur Haute-tension et Solvants il y avait respectivement 3 et 3 distributeurs de gaz et 9 et 0 Récupérateurs de gaz. 

## Règlementation
Dans le monde : L’utilisation des CFC et des HCFC a été bannie lors du Protocole de Montréal (1987) en raison du fait que ces derniers avaient un effet néfaste sur la diminution de la couche d’ozone.  La radiation de ces gaz par les rayons ultraviolets dans l’atmosphère libère du chlore radicalaire, ce dernier catalysant la décomposition de l’ozone (O3) en dioxygène (O2).
En Europe : L’Union européenne a quant à elle émis un plan de régulation concret sur les gaz fluorés. 
Le règlement de 2024, portant la référence 2024/573, impose en Europe des normes de réduction des émissions de certains GES fluorés. Les États-membres doivent mieux faire confiner ces gaz fluorés et en bannir certaines applications. Le confinement inclut notamment la nécessité de prendre toutes les mesures techniquement et économiquement possibles pour empêcher ou minimiser les fuites de ces gaz dans les appareils les utilisant, assurer une étanchéité maximale de ces appareils, que les systèmes contenant plus de 5 tonnes d’équivalent CO2 ou d'un kilogramme de gaz fluorés soient équipés de systèmes de détection des fuites (ou moins de 10 tonnes d'équivalent CO2 ou 2kg de gaz s'ils sont étiquetés "hermétiquement scellés"). Les autres mesures apportées par ce règlement incluent notamment l’étiquetage obligatoire des équipements et des produits contenant des gaz fluorés, en ce compris maintenant les inhalateurs doseurs médicaux, une meilleure formation du personnel manipulant ces équipements, des normes de récupération lorsque possible ainsi que la mise en place d’un registre des utilisateurs de gaz fluorés leur attribuant des quotas de CO2 équivalents à mettre sur le marché. Cette méthode limite donc les quantités globales autorisées et les réduit dans le temps, jusqu'à atteindre une interdiction en 2050.
Certaines restrictions d’usage et de commercialisation sont mises en place pour certaines applications des gaz fluorés, notamment l’interdiction du SF6 pour le remplissage des pneumatiques automobiles (juillet 2007) ainsi que pour le moulage sous pression du magnésium (janvier 2008). D'autres entrent progressivement en vigueur, comme des restrictions pour les systèmes de réfrigération, de climatiseurs, de pompes à chaleur ou de refroidisseurs et de systèmes de lutte contre l'incendie, entre autres (voir l'annexe IV au règlement pour la liste complète).
Plusieurs règlements d'applications ont été adoptés ou sont en cours de préparation pour encadrer l'application plus spécifique à certains secteurs, ou à définir des dérogations si la mise en oeuvre pose des problèmes de disponibilité d'alternatives.D'autres règlements sont en préparation, visant à faire évoluer le contenu des programmes de formation et de certification des États membres nouveau règlement 
Ce nouveau règlement impose aux États membres, et renforce encore des mesures plus restrictives que celles du protocole de Montréal :
- Le système de quotas est revu à la baisse pour limiter encore plus les quantités de gaz fluorés mis sur le marché européen
- des mesures interdisent l'exportation de technologies ou équipements qui ne sont plus autorisés en Europe
- Les États membres doivent définir un niveau minimum de formation du personnel d’entretien des équipements contenant des substances réglementées afin d’éviter et de réduire au minimum les fuites et émissions ;
- Les substances contenues dans des équipements doivent être récupérées en vue de leur traitement.

En France les fluides frigorigènes frigorifiques et de climatisation relèvent notamment du Code français de l'environnement. Les gaz fluorés utilisés comme agent extincteur dans les systèmes de protection contre les incendies, comme diélectrique dans les appareillages de connexion à haute-tension ou comme solvants sont concernés par les articles R.521-54 À R.521-68 du même Code.

Un décret (n°2011-396) du 13 avril 2011 impose à de nouveaux acteurs de déclarer à l'ADEME des informations sur les flux de distribution, de collecte et de traitement de gaz fluorés (Les producteurs d’équipements préchargés en fluides frigorigènes relevant des réglementations VHU et DEEE étaient antérieurement exemptés de déclaration à l’Observatoire des gaz fluorés). 

Un décret de 2015  précise que les HFO ne font pas partie du périmètre des gaz fluorés pris en compte par l’Observatoire (mais leur déclaration volontaire est possible sur le portail SYDEREP. 

L'Ademe a souligné en 2017 qu'une part importante du secteur DEEE  ne remplit pas ses obligations de déclaration. 

## Alternatives?
Puisque les atomes de chlore présents dans les CFC et les HCFC sont responsables de l’effet destructeur sur la couche d’ozone, ces derniers ont été remplacés majoritairement par les HFC, des composés ne contenant que des atomes de carbone, de fluor et d’hydrogène (sans chlore). Les HFC n’étaient pratiquement pas utilisés avant la mise en application du Protocole de Montréal et leur utilisation se veut une bonne alternative par rapport aux CFC. De par le fait qu’ils ne contiennent pas d’atome de chlore, les PFC et le SF6 sont eux aussi non dangereux pour la couche d’ozone.
Une diminution des émissions de PFC et de SF6 a été observée un peu partout dans le monde entre 1990 et 2004 (-53 % au Canada et -47 % en France pour les PFC ; -40 % au Canada et -34 % en France pour le SF6),,. Une augmentation des émissions de HFC est toutefois observée (non quantifiée au Canada et estimée à +206 % en France). Cette nette augmentation est due au fait que les HFC n’étaient pratiquement pas utilisés avant le Protocole de Montréal (1987) et que la plupart des applications utilisant les CFC et les HCFC se sont tournées vers les HFC comme gaz de remplacements.
Les émissions de CFC sont aujourd’hui interdites et donc très fortement réduites, mais leur durée de vie dans l’atmosphère (variant de soixante à cent dix ans selon les composés) fait en sorte que ces derniers continueront d’agir comme GES pour encore un certain temps. Enfin, les émissions de HCFC sont actuellement en baisse nette et leur interdiction est progressivement mise en application selon le Protocole de Montréal. Au Canada, on estime qu’en 2010 les émissions de HCFC seront diminuées de 65 % par rapport à celles de 1996, diminuées de 90 % en 2015, de 99,5 % en 2020 et enfin complètement interdites en 2030.
Outre le Protocole de Montréal, diverses solutions ont été proposées pour diminuer les émissions des gaz fluorés. Le Protocole de Kyoto propose une réduction des émissions de GES de 5,2 % à l’échelle mondiale en 2012 par rapport aux niveaux enregistrés en 1990, ce qui implique entre autres des réductions de 6 % pour le Canada, de 7 % pour les États-Unis, de 8 % pour l’Union européenne et de 6 % pour le Japon.  Bien que les gaz fluorés font partie des six types de gaz visés par le Protocole de Kyoto (le CO2, le CH4, le N2O, les HFC, les PFC et le SF6), ce dernier ne présente aucune norme concrète quant à la régulation des gaz fluorés en particulier.
Il est important de réaliser que les gaz fluorés visés par le Protocole de Kyoto et par les divers organismes de protection de l’environnement ne doivent pas nécessairement être gérés selon les mêmes normes et quotas que le CO2 et les autres GES émis en plus grandes quantités. Les gaz fluorés sont produits pour des usages spécifiques et la majorité d’entre eux ne présentent aucune alternative ou solution de rechange, de sorte qu’il ne serait pas pertinent de forcer à restreindre sans retenue leurs émissions comme c’est le cas pour le CO2, qui lui est produit dans plusieurs vastes domaines et présente plusieurs solutions de rechange. De plus, les gaz fluorés utilisés dans l’industrie du froid offrent une efficacité énergétique impressionnante, à un tel point où l’émission de ces derniers dans l’atmosphère peut très bien être compensée par la réduction de consommation d’énergie qu’ils engendrent.

## Nomenclature
Ce modèle de nomenclature peut s’appliquer pour tout fluorocarbure (FC) de type CFC, HCFC, HFC et PFC.
La nomenclature des gaz fluorés suit le modèle de type XYZ-c0123b4a, où chacun des chiffres et lettres représentent :
XYZ : FC, CFC, HCFC, HFC ou PFC ;
c : composé cyclique ;
0 : nombre de liaisons doubles (omis si zéro) ;
1 : nombre d’atomes de carbone - 1 (omis si zéro) ;
2 : nombre d’atomes d’hydrogène + 1 ;
3 : nombre d’atomes de fluor ;
b4 : nombre d’atomes de chlore remplacés par des atomes de brome (omis si zéro) ;
a : lettre ajoutée pour identifier les isomères.